# Konestiftelsen

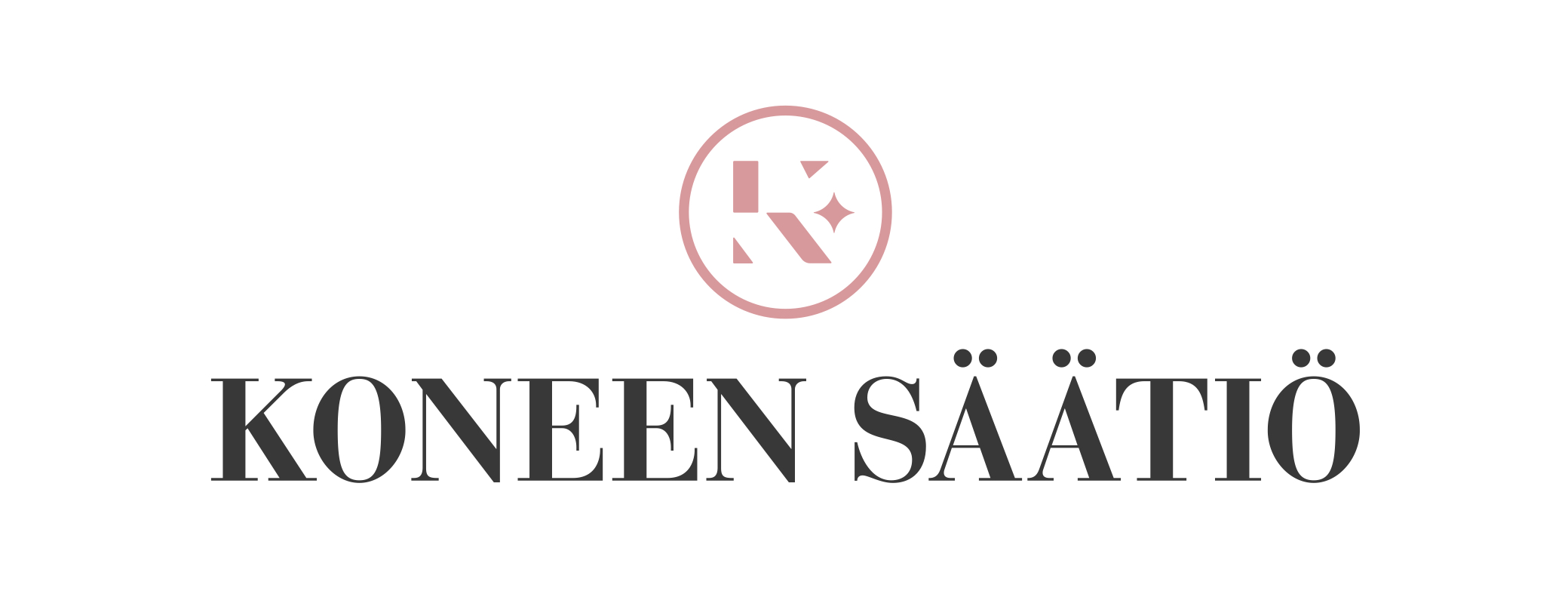

Konestiftelsen (finska: Koneen Säätiö) är en oberoende organisation som genom stipendier stödjer vetenskaplig forskning, konst och kultur samt popularisering av vetenskap. Dessutom förvaltar den det internationella konstnärs- och forskarresidenset Saaris gård i Virmo och konstnärs- och forskarresidenset på Drumsö gård.
Stiftelsen strävar efter att främja skapandet av fri och flerröstad vetenskap och konst. År 2020 delade stiftelsen ut totalt 42,1 miljoner euro i finansiering, varav vetenskapens andel var cirka 70 procent och konstens andel cirka 30 procent.
I stiftelsens årliga allmänna utlysning kan individer, samfund och arbetsgrupper ansöka om bidrag för vetenskapligt och/eller konstnärligt arbete. Stiftelsen stödjer humanistisk, samhällsvetenskaplig, miljövetenskaplig och tvärvetenskaplig forskning samt alla konstarter. Stiftelsen delar ut stipendier för vetenskap och konst, belönar finskspråkigt vetenskapligt skrivande med utmärkelsen Vuoden Tiedekynä (Årets vetenskapspenna) och anordnar olika evenemang för möten mellan människor.
Fokusområdena för Konestiftelsens verksamhet har sammanställts i finansieringsprogram. De är långsiktiga tematiska helheter vars syfte är att fördjupa sig i teman som är viktiga för stiftelsen och att producera ny information, tänkande och diskussion om dessa.
Konestiftelsens lokaler ligger på Drumsö gård. Stiftelsen hade 17 anställda år 2020. Ordförande i stiftelsens styrelse är Hanna Nurminen.

## Historia
Konestiftelsen grundades år 1956. Stiftelsen grundades av Heikki H. Herlin och Pekka Herlin, vilka också arbetade i ledningen för Kone Oy. I början var stiftelsen och företaget nära sammankopplade.  
Efter Pekka Herlins död år 2003 blev stiftelsens beslutsfattande självständigt. Den största delen av stiftelsens tillgångar finns dock kvar i Kones aktier. Kones framgång på 2000-talet har också gjort det möjligt för stiftelsen att expandera snabbt.

## Drumsö gård
Konestiftelsens kontor i Helsingfors finns på Drumsö gård dit stiftelsen flyttade våren 2018. Flytten föregicks av en grundlig renovering av herrgårdens huvudbyggnad, Röda villan på gårdstomten samt herrgårdsparken, vilken inleddes när stiftelsen köpte herrgården av Helsingfors stad 2015.
På herrgården arbetar stiftelsens personal, och dessutom anordnar stiftelsen också olika evenemang för sina intressentgrupper och förallmänheten. Residenset på Drumsö gård erbjuder möjligheter att bo och arbeta för internationella experter som gästar aktörer i samhället. I Röda villan finns också ett vetenskaps-konstcafé, Puhuri by Tartine.

## Residenset Saaris gård
Residenset Saaris gård som inledde sin verksamhet år 2008 är ett internationellt konstnärs- och forskarresidens som förvaltas av Konestiftelsen, där professionella konstnärer från olika sektorer samt forskare som arbetar med stipendium från Konestiftelsen kan ansöka om en två månaders arbetsperiod. På somrarna används gården av konstnärsgrupper. 
Residensvalen till Saari gård betonar aktuellt arbete som vitaliserar konsten samt nya konstarter. Verkställande direktör för residenset Saaris gård är Leena Kela, performanskonstnär och kurator.